# Jakob Stadler
Jakob Stadler (* 15. Oktober 1808 in Nürnberg; † 1873 in Konstanz) war ein deutscher Buchdrucker und Kommunalpolitiker. Er war Bürgermeister von Konstanz in den Jahren 1861 bis 1866.

## Leben
Jakob Stadler kam mit 23 Jahren nach Konstanz. Als Geselle der Buchdruckerei wurde er von Druckereiinhaber Josef Meinrad Bannhard 1831 als Buchdrucker in der Bannhardschen Druckerei in Konstanz angestellt. 1836 heiratete er Josephine, die älteste Tochter der Familie Bannhard, wurde Geschäftsführer des Druckerei- und Verlagshauses Stadler und erhielt das Bürgerrecht in Konstanz. 1844 erwarb er die Buchdruckerei Glükher und machte sich selbständig; 1846 übernahm er die Firma seines Schwiegervaters und begründete die J. Stadler'sche Buchdruckerei. In den Folgejahren erwarb er die J. E. Stadersche Buchdruckerei in Konstanz und die Druckerei Belle-Vue in Kreuzlingen. Er versuchte mehrmals (erfolglos) eine Zeitung, die „Seeblätter“ (1844), „Bodenseezeitung“ (1864) und „Konstanzer Volksfreund“ (1969), herauszugeben. 1873 übergab er das Unternehmen an seinen ältesten Sohn Paul Friedrich (* 1840).
1834 wurde er Mitglied des „Bürgermuseums“, einer Zusammenkunft des liberalen Wirtschafts- und Bildungsbürgertums in Konstanz. 1845 wurde er Mitglied des Konstanzer Gemeinderats. Von 1849 bis 1857 war Stadler provisorischer Bürgermeister. 1861 wurde er als Konstanzer Bürgermeister gewählt und hatte das Amt bis zu seinem Rücktritt 1866 inne. Er war der letzte ehrenamtliche Bürgermeister von Konstanz.
Er ist Namensgeber des Jakob-Stadler-Platz in Konstanz.